# Girls for Gender Equity
Pour les articles homonymes, voir GGE.
Girls for Gender Equity (GGE) est une organisation à but non lucratif, basée à Brooklyn, dont l’objectif est de renforcer les communautés locales en créant de nouvelles opportunités pour les femmes et les jeunes filles. La CGE ambitionne de lutter contre les obstacles et les défis qui s’opposent aux jeunes filles et aux femmes comme le sexisme, l'inégalité raciale, l'homophobie, la transphobie et le harcèlement sexuel. 
La GGE est fondée en 2000, par Joanne N. Smith, qui s’est inspirée de la pétition adressée à l’open Society Institute par une coalition de 80 personnes de couleur, à faible revenu et résidents de Brooklyn pour mettre en valeur la position des femmes et des jeunes filles dans la société. 

## Programmes
Girls for Gender Equity présente des programmes éducatifs et sociales aux jeunes filles et aux femmes pour développer leurs compétences, et lutter contre les obstacles qui entravent leur évolution.            

## Les initiatives

### Initiative des jeunes femmes
En 2015, Girls for Gender Equity assiste le conseil municipal de New York pour lancer l'initiative des jeunes femmes, l'équivalent de l'initiative des jeunes hommes, lancée par le maire Michael Bloomberg en 2011 afin d'assurer l'égalité des chances des hommes et des garçons noirs et latinos du sud-est du Queens, du nord de Manhattan, du sud du Bronx et de la côte nord de Staten Island.   
Lors d'un communiqué de presse, la présidente du conseil municipal de New York, Melissa Mark-Viverito a qualifié l'initiative des jeunes femmes comme « la première coalition aux États-Unis qui aborde l'inégalité systémique de genre ».

## GGE dans les médias

### DocumentaireAnita
Le programme Sisters in Strength de GGE est présenté dans un segment du documentaire Anita de la réalisatrice oscarisée Freida Mock. Le film raconte l’histoire de la lutte d’Anita Hill contre le harcèlement sexuel sur le lieu de travail et son témoignage héroïque contre le candidat à la Cour suprême des États-Unis, Clarence Thomas.

### Le Daily Showavec Jon Stewart
Le 17 avril 2012, Joanne Smith est présenté dans un segment du Daily Show avec Jon Stewart. 